# Rogóż (Kozłowo)
Rogóż (deutsch Roggenhausen) ist ein Dorf in der polnischen Woiwodschaft Ermland-Masuren. Es gehört zur Gmina Kozłowo (Landgemeinde Groß Koslau, 1938 bis 1945 Großkosel) im Powiat Nidzicki (Kreis Neidenburg).

Dorfstraße (mit Storchennest) in Rogóż

## Geographische Lage
Rogóż liegt am Flüsschen Skottau (polnisch Szkotówka) im Südwesten der Woiwodschaft Ermland-Masuren, zwölf Kilometer westlich der Kreisstadt Nidzica (deutsch Neidenburg).

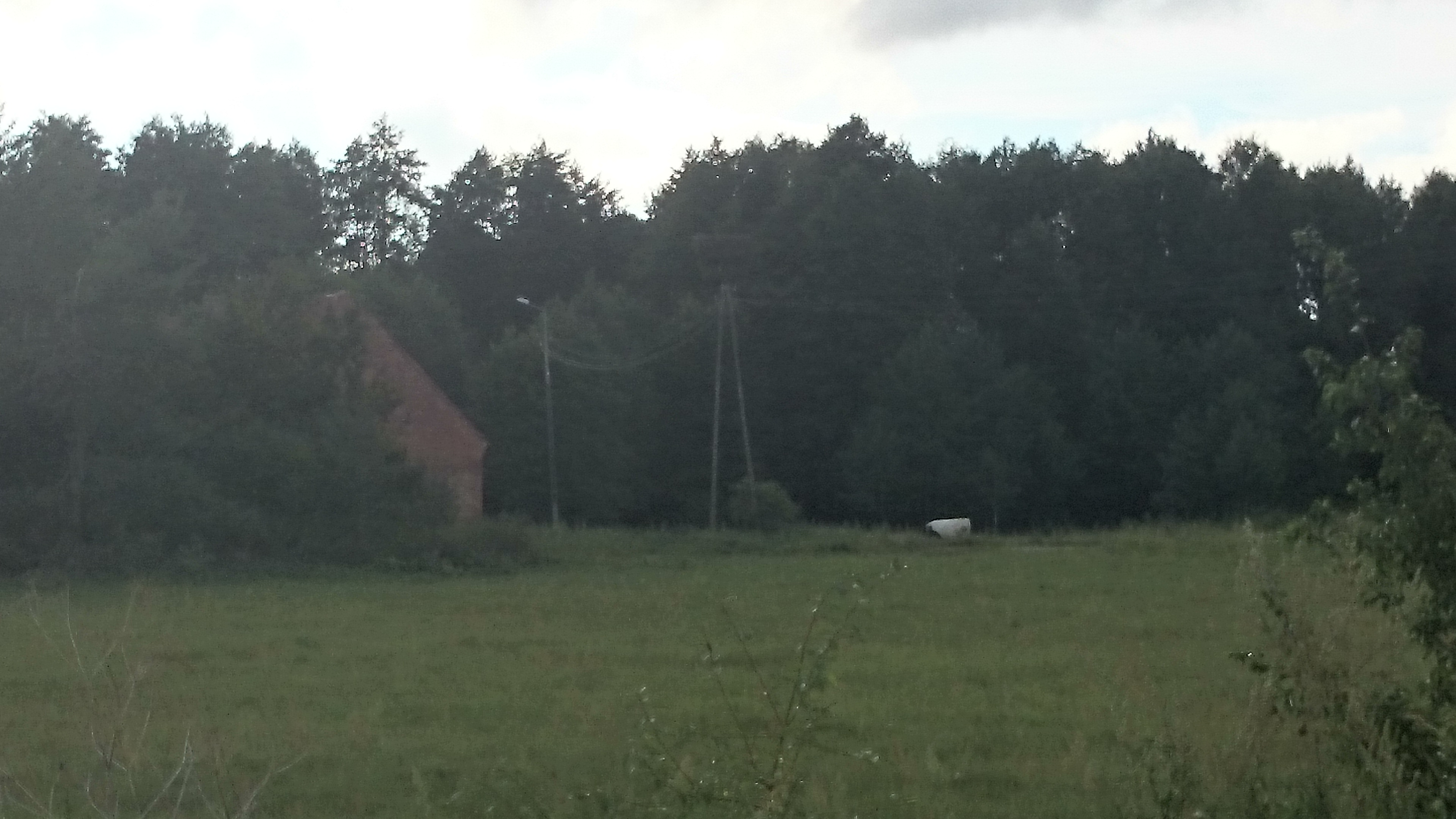
Wald bei Rogóż

## Geschichte
Ein Michael Fincke, der dann Finck von Roggenhausen genannt wurde, erwarb 1474 das Gut Roggenhausen im Kreis Neidenburg. Hier war noch im 17. Jahrhundert der Sitz der Familie Finck von Finckenstein. Der Ort bestand aus mehreren kleinen Höfen und Gehöften. Im Jahre 1874 wurden die Landgemeinde und der Gutsbezirk Roggenhausen in den neu errichteten ostpreußischen Amtsbezirk Groß Schläfken (polnisch Sławka Wielka) aufgenommen. Am 29. August 1898 wurde der Gutsbezirk Roggenhausen in die neue Landgemeinde Waltershausen (polnisch Rogóżek) umgewandelt.
Im Jahre 1910 zählte Roggenhausen 70 Einwohner, 1933 waren es 80 und 1939 noch 67.
In Kriegsfolge kam 1945 das gesamte südliche Ostpreußen zu Polen. Roggenhausen erhielt die polnische Namensform „Rogóż“ und ist heute als Sitz eines Schulzenamtes (polnisch Sołectwo) eine Ortschaft im Verbund der Gmina Kozłowo (Landgemeinde Groß Koslau, 1938 bis 1945 Großkosel) im Powiat Nidzicki (Kreis Neidenburg), bis 1998 der Woiwodschaft Olsztyn, seither der Woiwodschaft Ermland-Masuren zugehörig. Im Jahre 2011 zählte Rogóż 130 Einwohner.

## Kirche
Bis 1945 war Roggenhausen in die evangelische Kirche Groß Schläfken in der Kirchenprovinz Ostpreußen der Kirche der Altpreußischen Union, außerdem in die römisch-katholische Kirche Neidenburg im Bistum Ermland eingepfarrt. Heute gehört Rogóż katholischerseits zur Kirche Sławka Wielka im Erzbistum Ermland, evangelischerseits zur Pfarrei Nidzica in der Diözese Masuren der Evangelisch-Augsburgischen Kirche in Polen.

## Verkehr
Rogóż liegt an einer Nebenstraße, die von Sarnowo (Scharnau) über Sławka Wielka (Groß Schläfken) bis nach Szkotowo (Skottau) führt. Ein Landweg führt vom einstigen Ort Rogóżek (Waltershausen) nach Rogóż. Eine Anbindung an den Bahnverkehr besteht nicht.

## Persönlichkeit
- Egbert Lipowski (* 1943 in Roggenhausen), deutscher Schriftsteller und Dramaturg